# João Gonçalves dos Santos
João Gonçalves dos Santos (Vilar de Perdizes,) é um politico e agricultor. É o atual presidente das junta de Vilar de Perdizes e Meixide eleito pelo PS .